# Tuffi ai XXXI Giochi mondiali universitari estivi
Le competizioni di tuffi della XXXI Universiade di Chengdu 2023 si sono svolte dal 31 luglio al 7 agosto 2023, presso la piscina dei tuffi del Jianyang Cultural and Sports Centre di Jianyang, in Cina.

## Participanti
Hanno preso parte alla competizione 80 tuffatori in rappresentanza di 18 delegazioni nazionali.
- Australia (4)
- Brasile (4)
- Cina (18)
- Finlandia (1)
- Georgia (3)
- Germania (3)
- Hong Kong (7)
- Italia (3)
- Giappone (5)
- Corea del Sud (12)
- Malaysia (2)
- Norvegia (1)
- Sudafrica (4)
- Singapore (3)
- Svizzera (1)
- Slovacchia (1)
- Svezia (1)
- Stati Uniti (7)

## Podi

### Uomini
| Evento                             | Oro                                                                                                | Punti | Argento                                                                               | Punti | Bronzo                                       | Punti |
| Trampolino 1 m (dettagli)          | Tai Xiaohu Cina                                                                                    |       | Kim Yeong-nam Corea del Sud                                                           |       | Shi Zhenyu Cina                              |       |
| Trampolino 3 m (dettagli)          | Zhang Wenao Cina                                                                                   |       | Liang Chaohui Cina                                                                    |       | Joung Dong-min Corea del Sud                 |       |
| Piattaforma 10 m (dettagli)        | Huang Zigan Cina                                                                                   |       | Yang Ling Cina                                                                        |       | Shin Jung-whi Corea del Sud                  |       |
| Trampolino 3 m sincro (dettagli)   | Cina Huang Bowen Liang Chaohui                                                                     |       | Germania Lou Massenberg Alexander Lube                                                |       | Georgia Tornike Onikashvili Sandro Melikidze |       |
| Piattaforma 10 m sincro (dettagli) | Cina Huang Zigan Yang Ling                                                                         |       | Germania Lou Massenberg Tom Waldsteiner                                               |       | Giappone Shuta Yamada Reo Nishida            |       |
| Classifica a squadre (dettagli)    | Cina Huang Bowen Huang Zigan Liang Chaohui Shi Zhenyu Tai Xiaohu Wang Binhan Yang Ling Zhang Wenao |       | Corea del Sud Joung Dong-min Kang Min-hyuk Kim Seo-kyoung Kim Yeong-nam Shin Jung-whi |       | Giappone Kai Kaneto Reo Nishida Shuta Yamada |       |

### Donne
| Evento                             | Oro                                                                                 | Punti | Argento                                                                     | Punti | Bronzo                                                                  | Punti         |
| Trampolino 1 m (dettagli)          | Chen Jia Cina                                                                       |       | Wang Yi Cina                                                                |       | Sophia Verzyl Stati Uniti                                               |               |
| Trampolino 3 m (dettagli)          | Yang Ruilin Cina                                                                    |       | Ouyang Yu Cina                                                              |       | Sophia Verzyl Stati Uniti                                               |               |
| Piattaforma 10 m (dettagli)        | Wang Weiying Cina                                                                   |       | Sophia McAfee Stati Uniti                                                   |       |                                                                         |               |
| Trampolino 3 m sincro (dettagli)   | Cina Chen Jia Yang Ruilin                                                           |       | Malaysia Kimberly Bong Ong Ker Ying                                         |       | Italia Elettra Neroni Matilde Borello                                   |               |
| Piattaforma 10 m sincro (dettagli) | Cina Zhang Jiaqi Zhang Minjie                                                       |       | Corea del Sud Ko Hyeon-ju Kim Seo-yeon                                      |       | Non assegnata                                                           | Non assegnata |
| Classifica a squadre (dettagli)    | Cina Chen Jia Ouyang Yu Wang Weiying Yang Ruilin Zhang Jiaqi Zhang Minjie Zhang Rui |       | Corea del Sud Jung Da-yeon Kim Na-hyun Kim Seo-yeon Ko Hyeon-ju Kwon Ha-lim |       | Stati Uniti Gabrielle Filzen Jaclynn Fowler Sophia McAfee Sophia Verzyl |               |

### Misto
| Evento                             | Oro                           | Punti | Argento                                | Punti | Bronzo                                  | Punti |
| Trampolino 3 m sincro (dettagli)   | Cina Wang Weiying Yang Ling   |       | Brasile Anna Lúcia Santos Rafael Silva |       | Giappone Hana Kondo Shuta Yamada        |       |
| Piattaforma 10 m sincro (dettagli) | Cina Wang Weiying Wang Binhan |       | Giappone Karen Yamasaki Reo Nishida    |       | Corea del Sud Kim Na-hyun Shin Jung-whi |       |
| Gara a squadre mista (dettagli)    | Cina Huang Zigan Wang Weiying |       | Giappone Reo Nishida Karen Yamasaki    |       | Corea del Sud Shin Jung-whi Kim Na-hyun |       |

## Medagliere
| Pos.   | Paese         |    |    |    | Totale |
| ------ | ------------- | -- | -- | -- | ------ |
| 1      | Cina          | 15 | 5  | 1  | 21     |
| 2      | Corea del Sud | 0  | 4  | 4  | 8      |
| 3      | Giappone      | 0  | 2  | 3  | 5      |
| 4      | Germania      | 0  | 2  | 0  | 2      |
| 5      | Brasile       | 0  | 1  | 0  | 1      |
| 5      | Malaysia      | 0  | 1  | 0  | 1      |
| 7      | Stati Uniti   | 0  | 0  | 4  | 4      |
| 8      | Georgia       | 0  | 0  | 1  | 1      |
| 8      | Italia        | 0  | 0  | 1  | 1      |
| Totale | Totale        | 15 | 15 | 14 | 44     |